# Friedrich Rahlves
Friedrich Rahlves (* 7. Mai 1887 in Peine; † 8. November 1967 in Hannover) war ein deutscher Bauingenieur und Baubeamter.

## Leben
Friedrich Rahlves wurde 1887 in Peine als Sohn eines Schmiedemeisters geboren. Er besuchte die Wilhelmschule und anschließend bis 1899 das Realgymnasium in Peine. Im Jahr 1906 bestand er das Abitur am Hildesheimer Gymnasium Andreanum. Nachfolgend studierte Rahlves Bauingenieurwesen an der Technischen Hochschule Stuttgart. Dort wurde er 1914 zum Dr.-Ing. promoviert. Er bestand 1917 das Staatsexamen und wurde anschließend zum Regierungsbaumeister (Assessor in der öffentlichen Bauverwaltung) ernannt. Danach war er in Weimar, Schmalkalden und Köslin tätig, bevor er 1919 an das preußische Ministerium für Volkswohlfahrt in Berlin versetzt wurde. Von 1920 bis 1924 leitete er die Bauabteilung der Reichsarbeitsgemeinschaft Bergbau. Anschließend war er kurze Zeit als Direktor und Vorstand der Bau-AG Westdeutschland tätig.
Rahlves ging in seine Heimatstadt Peine, wo er 1926 Stadtbaurat und Geschäftsführer der am 14. Mai in Zeiten großer Wohnungsnot neu gegründeten Peiner Heimstätte, einer städtischen Wohnungsbaugesellschaft, wurde. Von 1933 bis 1945 war er Technischer Direktor der Landwirtschaftlichen Brandkasse Hannover. Nach dem Ende des Zweiten Weltkriegs war Rahlves von 1946 bis zu seiner Pensionierung 1952 niedersächsischer Landesbeauftragter für das Brandschutzwesen.
Während seines Ruhestands betrieb er kunsthistorische Studien und veröffentlichte 1965 ein Buch zur Entwicklung spanischer Sakralbauten.

## Schriften (Auswahl)
- Die Entwickelung des städtischen Wohnhauses in Nordhausen, Sangerhausen und Eisleben. 1915.
- Vorbeugender Feuerschutz. 1937.
- Kathedralen und Klöster in Spanien. Rheinische Verlagsanstalt, Wiesbaden 1965, ohne ISBN.